# Grand Prix Cycliste de Québec 2023
Grand Prix Cycliste de Québec 2023 – 12. edycja wyścigu kolarskiego Grand Prix Cycliste de Québec, która odbyła się 8 września 2023 na liczącej niespełna 202 kilometry trasie wokół miasta Quebec. Impreza kategorii 1.UWT była częścią UCI World Tour 2023.

## Uczestnicy

### Drużyny
| WorldTeams (18)- AG2R Citroën Team - Alpecin-Deceuninck - Astana Qazaqstan Team - Bahrain Victorious - Bora-Hansgrohe - Cofidis - EF Education-EasyPost - Groupama-FDJ - Ineos Grenadiers - Intermarché-Circus-Wanty - Jumbo-Visma - Movistar Team - Soudal Quick-Step - Arkéa-Samsic - Team DSM-Firmenich - Team Jayco AlUla - Lidl-Trek - UAE Team Emirates ProTeams (4)- Israel-Premier Tech - Lotto Dstny - Team Novo Nordisk - Tudor Pro Cycling Team Reprezentacja- Kanada |
| |

### Lista startowa
| AG2R Citroën Team ACT | AG2R Citroën Team ACT        | AG2R Citroën Team ACT |
| --------------------- | ---------------------------- | --------------------- |
| Nr                    | Kolarz                       | Miejsce               |
| 1                     | Benoît Cosnefroy (FRA)       | 54.                   |
| 2                     | Stan Dewulf (BEL)            | 85.                   |
| 3                     | Ben O’Connor (AUS)           | 87.                   |
| 4                     | Aurélien Paret-Peintre (FRA) | 88.                   |
| 5                     | Valentin Retailleau (FRA)    | 133.                  |
| 6                     | Michael Schär (SUI)          | 131.                  |
| 7                     | Greg Van Avermaet (BEL)      | 36.                   |

| UAE Team Emirates UAD | UAE Team Emirates UAD      | UAE Team Emirates UAD |
| --------------------- | -------------------------- | --------------------- |
| Nr                    | Kolarz                     | Miejsce               |
| 11                    | Adam Yates (GBR)           | 17.                   |
| 12                    | Marc Hirschi (SUI) (szosa) | 8.                    |
| 13                    | Rafał Majka (POL)          | 73.                   |
| 14                    | Brandon McNulty (USA)      | 47.                   |
| 15                    | Ivo Oliveira (POR) (szosa) | 134.                  |
| 16                    | Diego Ulissi (ITA)         | 18.                   |
| 17                    | Tim Wellens (BEL)          | 35.                   |

| Jumbo-Visma TJV | Jumbo-Visma TJV          | Jumbo-Visma TJV |
| --------------- | ------------------------ | --------------- |
| Nr              | Kolarz                   | Miejsce         |
| 21              | Christophe Laporte (FRA) | 6.              |
| 22              | Tiesj Benoot (BEL)       | 46.             |
| 23              | Sam Oomen (NED)          | 55.             |
| 24              | Rohan Dennis (AUS)       | DNS             |
| 25              | Tosh Van der Sande (BEL) | 86.             |
| 26              | Tim van Dijke (NED)      | 71.             |
| 27              | Mick van Dijke (NED)     | 103.            |

| Ineos Grenadiers IGD | Ineos Grenadiers IGD         | Ineos Grenadiers IGD |
| -------------------- | ---------------------------- | -------------------- |
| Nr                   | Kolarz                       | Miejsce              |
| 31                   | Michał Kwiatkowski (POL)     | 72.                  |
| 32                   | Ethan Hayter (GBR)           | 33.                  |
| 33                   | Lucas Plapp (AUS) (szosa)    | 70.                  |
| 34                   | Salvatore Puccio (ITA)       | 106.                 |
| 35                   | Daniel Felipe Martínez (COL) | 45.                  |
| 36                   | Pawieł Siwakow (FRA)         | 53.                  |
| 37                   | Ben Swift (GBR)              | 104.                 |

| Lidl-Trek LTK | Lidl-Trek LTK                   | Lidl-Trek LTK |
| ------------- | ------------------------------- | ------------- |
| Nr            | Kolarz                          | Miejsce       |
| 41            | Mattias Skjelmose (DEN) (szosa) | 10.           |
| 42            | Filippo Baroncini (ITA)         | 94.           |
| 43            | Tony Gallopin (FRA)             | 82.           |
| 44            | Emīls Liepiņš (LAT) (szosa)     | 125.          |
| 45            | Asbjørn Hellemose (DEN)         | 118.          |
| 46            | Toms Skujiņš (LAT)              | 28.           |
| 47            | Mathias Vacek (CZE) (szosa)     | 130.          |

| Soudal Quick-Step SOQ | Soudal Quick-Step SOQ    | Soudal Quick-Step SOQ |
| --------------------- | ------------------------ | --------------------- |
| Nr                    | Kolarz                   | Miejsce               |
| 51                    | Julian Alaphilippe (FRA) | 9.                    |
| 52                    | Jannik Steimle (GER)     | DNF                   |
| 53                    | Dries Devenyns (BEL)     | 136.                  |
| 54                    | Fausto Masnada (ITA)     | 44.                   |
| 55                    | Mauro Schmid (SUI)       | 75.                   |
| 56                    | Ilan Van Wilder (BEL)    | 113.                  |
| 57                    | Mauri Vansevenant (BEL)  | DNF                   |

| Bahrain Victorious TBV | Bahrain Victorious TBV  | Bahrain Victorious TBV |
| ---------------------- | ----------------------- | ---------------------- |
| Nr                     | Kolarz                  | Miejsce                |
| 61                     | Matej Mohorič (SLO)     | 5.                     |
| 62                     | Jack Haig (AUS)         | 48.                    |
| 63                     | Pello Bilbao (ESP)      | 80.                    |
| 64                     | Nicolo Buratti (ITA)    | 99.                    |
| 65                     | Filip Maciejuk (POL)    | 95.                    |
| 66                     | Fran Miholjević (CRO)   | DNF                    |
| 67                     | Edoardo Zambanini (ITA) | 127.                   |

| Groupama-FDJ GFC | Groupama-FDJ GFC               | Groupama-FDJ GFC |
| ---------------- | ------------------------------ | ---------------- |
| Nr               | Kolarz                         | Miejsce          |
| 71               | Valentin Madouas (FRA) (szosa) | 32.              |
| 72               | Kevin Geniets (LUX)            | 89.              |
| 73               | Matthieu Ladagnous (FRA)       | 102.             |
| 74               | Reuben Thompson (NZL)          | 61.              |
| 75               | Quentin Pacher (FRA)           | 26.              |
| 76               | Jake Stewart (GBR)             | DNF              |
| 77               | Lars van den Berg (NED)        | 90.              |

| Alpecin-Deceuninck ADC | Alpecin-Deceuninck ADC  | Alpecin-Deceuninck ADC |
| ---------------------- | ----------------------- | ---------------------- |
| Nr                     | Kolarz                  | Miejsce                |
| 81                     | Quinten Hermans (BEL)   | 13.                    |
| 82                     | Nicola Conci (ITA)      | 37.                    |
| 83                     | Michael Gogl (AUT)      | 34.                    |
| 84                     | Xandro Meurisse (BEL)   | 98.                    |
| 85                     | Stefano Oldani (ITA)    | 22.                    |
| 86                     | Oscar Riesebeek (NED)   | 114.                   |
| 87                     | Kristian Sbaragli (ITA) | 15.                    |

| Bora-Hansgrohe BOH | Bora-Hansgrohe BOH     | Bora-Hansgrohe BOH |
| ------------------ | ---------------------- | ------------------ |
| Nr                 | Kolarz                 | Miejsce            |
| 91                 | Jai Hindley (AUS)      | 62.                |
| 92                 | Giovanni Aleotti (ITA) | 27.                |
| 93                 | Cesare Benedetti (POL) | 107.               |
| 94                 | Matteo Fabbro (ITA)    | 74.                |
| 95                 | Patrick Gamper (AUT)   | 126.               |
| 96                 | Bob Jungels (LUX)      | DNF                |
| 97                 | Frederik Wandahl (DEN) | 40.                |

| EF Education-EasyPost EFE | EF Education-EasyPost EFE    | EF Education-EasyPost EFE |
| ------------------------- | ---------------------------- | ------------------------- |
| Nr                        | Kolarz                       | Miejsce                   |
| 101                       | Alberto Bettiol (ITA)        | DNF                       |
| 102                       | Esteban Chaves (COL) (szosa) | 63.                       |
| 103                       | Magnus Cort Nielsen (DEN)    | 115.                      |
| 104                       | Ben Healy (IRL) (szosa)      | 84.                       |
| 105                       | Mikkel Frølich Honoré (DEN)  | 31.                       |
| 106                       | Neilson Powless (USA)        | 20.                       |
| 107                       | Owain Doull (GBR)            | 25.                       |

| Cofidis COF | Cofidis COF               | Cofidis COF |
| ----------- | ------------------------- | ----------- |
| Nr          | Kolarz                    | Miejsce     |
| 111         | Guillaume Martin (FRA)    | 29.         |
| 112         | Eddy Finé (FRA)           | 30.         |
| 113         | Ion Izagirre (ESP)        | 65.         |
| 114         | Victor Lafay (FRA)        | 12.         |
| 115         | Pierre-Luc Périchon (FRA) | 132.        |
| 116         | Harrison Wood (GBR)       | 97.         |
| 117         | Axel Zingle (FRA)         | 11.         |

| Team Jayco AlUla JAY | Team Jayco AlUla JAY          | Team Jayco AlUla JAY |
| -------------------- | ----------------------------- | -------------------- |
| Nr                   | Kolarz                        | Miejsce              |
| 121                  | Michael Matthews (AUS)        | 3.                   |
| 122                  | Alexandre Balmer (SUI)        | 64.                  |
| 123                  | Lawson Craddock (USA)         | 83.                  |
| 124                  | Lucas Hamilton (AUS)          | 68.                  |
| 125                  | Chris Harper (AUS)            | 57.                  |
| 126                  | Christopher Juul-Jensen (DEN) | 124.                 |
| 127                  | Simon Yates (GBR)             | 56.                  |

| Movistar Team MOV | Movistar Team MOV        | Movistar Team MOV |
| ----------------- | ------------------------ | ----------------- |
| Nr                | Kolarz                   | Miejsce           |
| 131               | Matteo Jorgenson (USA)   | 42.               |
| 132               | Alex Aranburu (ESP)      | 4.                |
| 133               | William Barta (USA)      | 91.               |
| 134               | Gorka Izagirre (ESP)     | 58.               |
| 135               | Johan Jacobs (SUI)       | 101.              |
| 136               | Iván Romeo (ESP)         | DNF               |
| 137               | José Joaquín Rojas (ESP) | 96.               |

| Intermarché-Circus-Wanty ICW | Intermarché-Circus-Wanty ICW | Intermarché-Circus-Wanty ICW |
| ---------------------------- | ---------------------------- | ---------------------------- |
| Nr                           | Kolarz                       | Miejsce                      |
| 141                          | Biniam Girmay (ERI)          | 38.                          |
| 142                          | Dries De Pooter (BEL)        | 77.                          |
| 143                          | Tom Paquot (BEL)             | 128.                         |
| 144                          | Lorenzo Rota (ITA)           | 51.                          |
| 145                          | Dion Smith (NZL)             | 39.                          |
| 146                          | Mike Teunissen (NED)         | 14.                          |
| 147                          | Loïc Vliegen (BEL)           | DNF                          |

| Team DSM-Firmenich DSM | Team DSM-Firmenich DSM        | Team DSM-Firmenich DSM |
| ---------------------- | ----------------------------- | ---------------------- |
| Nr                     | Kolarz                        | Miejsce                |
| 151                    | Matthew Dinham (AUS)          | 69.                    |
| 152                    | Marco Brenner (GER)           | 109.                   |
| 153                    | Andreas Leknessund (NOR)      | 122.                   |
| 154                    | Marius Mayrhofer (GER)        | DNF                    |
| 155                    | Florian Stork (GER)           | 108.                   |
| 156                    | Jonas Iversby Hvideberg (NOR) | DNF                    |
| 157                    | Kevin Vermaerke (USA)         | 21.                    |

| Arkéa-Samsic ARK | Arkéa-Samsic ARK          | Arkéa-Samsic ARK |
| ---------------- | ------------------------- | ---------------- |
| Nr               | Kolarz                    | Miejsce          |
| 161              | Warren Barguil (FRA)      | 24.              |
| 162              | Laurent Pichon (FRA)      | 79.              |
| 163              | Clément Champoussin (FRA) | 19.              |
| 164              | Anthony Delaplace (FRA)   | 43.              |
| 165              | Thibault Guernalec (FRA)  | DNF              |
| 166              | Simon Guglielmi (FRA)     | DNF              |
| 167              | Matis Louvel (FRA)        | 16.              |

| Astana Qazaqstan Team AST | Astana Qazaqstan Team AST    | Astana Qazaqstan Team AST |
| ------------------------- | ---------------------------- | ------------------------- |
| Nr                        | Kolarz                       | Miejsce                   |
| 171                       | Simone Velasco (ITA) (szosa) | 23.                       |
| 172                       | Leonardo Basso (ITA)         | 76.                       |
| 173                       | Manuele Boaro (ITA)          | DNF                       |
| 174                       | Gianmarco Garofoli (ITA)     | 137.                      |
| 175                       | Antonio Nibali (ITA)         | DNF                       |
| 177                       | Martin Laas (EST)            | DNF                       |

| Lotto Dstny LTD | Lotto Dstny LTD          | Lotto Dstny LTD |
| --------------- | ------------------------ | --------------- |
| Nr              | Kolarz                   | Miejsce         |
| 181             | Arnaud De Lie (BEL)      | 1.              |
| 182             | Pascal Eenkhoorn (NED)   | 81.             |
| 183             | Arjen Livyns (BEL)       | 110.            |
| 184             | Mathijs Paasschens (NED) | 111.            |
| 185             | Harry Sweeny (AUS)       | 129.            |
| 186             | Maxim Van Gils (BEL)     | 52.             |
| 187             | Florian Vermeersch (BEL) | 59.             |

| Israel-Premier Tech IPT | Israel-Premier Tech IPT | Israel-Premier Tech IPT |
| ----------------------- | ----------------------- | ----------------------- |
| Nr                      | Kolarz                  | Miejsce                 |
| 191                     | Hugo Houle (CAN)        | 50.                     |
| 192                     | Guillaume Boivin (CAN)  | 41.                     |
| 193                     | Derek Gee (CAN)         | 105.                    |
| 194                     | Simon Clarke (AUS)      | DNF                     |
| 195                     | Daryl Impey (RSA)       | DNF                     |
| 196                     | Corbin Strong (NZL)     | 2.                      |
| 197                     | Michael Woods (CAN)     | 49.                     |

| Tudor Pro Cycling Team TUD | Tudor Pro Cycling Team TUD   | Tudor Pro Cycling Team TUD |
| -------------------------- | ---------------------------- | -------------------------- |
| Nr                         | Kolarz                       | Miejsce                    |
| 201                        | Alexander Kamp (DEN)         | 7.                         |
| 202                        | Nils Brun (SUI)              | DNF                        |
| 203                        | Jacob Eriksson (SWE)         | 120.                       |
| 204                        | Lucas Eriksson (SWE) (szosa) | 112.                       |
| 205                        | Arthur Kluckers (LUX)        | 123.                       |
| 206                        | Yannis Voisard (SUI)         | 78.                        |
| 207                        | Luc Wirtgen (LUX)            | 60.                        |

| Team Novo Nordisk TNN | Team Novo Nordisk TNN | Team Novo Nordisk TNN |
| --------------------- | --------------------- | --------------------- |
| Nr                    | Kolarz                | Miejsce               |
| 211                   | Matyáš Kopecký (CZE)  | 100.                  |
| 212                   | Sam Brand (GBR)       | 116.                  |
| 213                   | Hamish Beadle (NZL)   | DNF                   |
| 214                   | Péter Kusztor (HUN)   | 67.                   |
| 215                   | David Lozano (ESP)    | DNF                   |
| 216                   | Andrea Peron (ITA)    | 117.                  |
| 217                   | Filippo Ridolfo (ITA) | 121.                  |

| Kanada CAN | Kanada CAN      | Kanada CAN |
| ---------- | --------------- | ---------- |
| Nr         | Kolarz          | Miejsce    |
| 221        | Pier-André Côté | 66.        |
| 222        | Quentin Cowan   | 92.        |
| 223        | Matisse Julien  | 119.       |
| 224        | Nicolas Rivard  | 93.        |
| 225        | Félix Hamel     | DNF        |
| 226        | Robin Plamondon | DNF        |
| 227        | Benjamin Perry  | 135.       |

| AG2R Citroën Team ACT | AG2R Citroën Team ACT        | AG2R Citroën Team ACT |
| --------------------- | ---------------------------- | --------------------- |
| Nr                    | Kolarz                       | Miejsce               |
| 1                     | Benoît Cosnefroy (FRA)       | 54.                   |
| 2                     | Stan Dewulf (BEL)            | 85.                   |
| 3                     | Ben O’Connor (AUS)           | 87.                   |
| 4                     | Aurélien Paret-Peintre (FRA) | 88.                   |
| 5                     | Valentin Retailleau (FRA)    | 133.                  |
| 6                     | Michael Schär (SUI)          | 131.                  |
| 7                     | Greg Van Avermaet (BEL)      | 36.                   |

| UAE Team Emirates UAD | UAE Team Emirates UAD      | UAE Team Emirates UAD |
| --------------------- | -------------------------- | --------------------- |
| Nr                    | Kolarz                     | Miejsce               |
| 11                    | Adam Yates (GBR)           | 17.                   |
| 12                    | Marc Hirschi (SUI) (szosa) | 8.                    |
| 13                    | Rafał Majka (POL)          | 73.                   |
| 14                    | Brandon McNulty (USA)      | 47.                   |
| 15                    | Ivo Oliveira (POR) (szosa) | 134.                  |
| 16                    | Diego Ulissi (ITA)         | 18.                   |
| 17                    | Tim Wellens (BEL)          | 35.                   |

| Jumbo-Visma TJV | Jumbo-Visma TJV          | Jumbo-Visma TJV |
| --------------- | ------------------------ | --------------- |
| Nr              | Kolarz                   | Miejsce         |
| 21              | Christophe Laporte (FRA) | 6.              |
| 22              | Tiesj Benoot (BEL)       | 46.             |
| 23              | Sam Oomen (NED)          | 55.             |
| 24              | Rohan Dennis (AUS)       | DNS             |
| 25              | Tosh Van der Sande (BEL) | 86.             |
| 26              | Tim van Dijke (NED)      | 71.             |
| 27              | Mick van Dijke (NED)     | 103.            |

| Ineos Grenadiers IGD | Ineos Grenadiers IGD         | Ineos Grenadiers IGD |
| -------------------- | ---------------------------- | -------------------- |
| Nr                   | Kolarz                       | Miejsce              |
| 31                   | Michał Kwiatkowski (POL)     | 72.                  |
| 32                   | Ethan Hayter (GBR)           | 33.                  |
| 33                   | Lucas Plapp (AUS) (szosa)    | 70.                  |
| 34                   | Salvatore Puccio (ITA)       | 106.                 |
| 35                   | Daniel Felipe Martínez (COL) | 45.                  |
| 36                   | Pawieł Siwakow (FRA)         | 53.                  |
| 37                   | Ben Swift (GBR)              | 104.                 |

| Lidl-Trek LTK | Lidl-Trek LTK                   | Lidl-Trek LTK |
| ------------- | ------------------------------- | ------------- |
| Nr            | Kolarz                          | Miejsce       |
| 41            | Mattias Skjelmose (DEN) (szosa) | 10.           |
| 42            | Filippo Baroncini (ITA)         | 94.           |
| 43            | Tony Gallopin (FRA)             | 82.           |
| 44            | Emīls Liepiņš (LAT) (szosa)     | 125.          |
| 45            | Asbjørn Hellemose (DEN)         | 118.          |
| 46            | Toms Skujiņš (LAT)              | 28.           |
| 47            | Mathias Vacek (CZE) (szosa)     | 130.          |

| Soudal Quick-Step SOQ | Soudal Quick-Step SOQ    | Soudal Quick-Step SOQ |
| --------------------- | ------------------------ | --------------------- |
| Nr                    | Kolarz                   | Miejsce               |
| 51                    | Julian Alaphilippe (FRA) | 9.                    |
| 52                    | Jannik Steimle (GER)     | DNF                   |
| 53                    | Dries Devenyns (BEL)     | 136.                  |
| 54                    | Fausto Masnada (ITA)     | 44.                   |
| 55                    | Mauro Schmid (SUI)       | 75.                   |
| 56                    | Ilan Van Wilder (BEL)    | 113.                  |
| 57                    | Mauri Vansevenant (BEL)  | DNF                   |

| Bahrain Victorious TBV | Bahrain Victorious TBV  | Bahrain Victorious TBV |
| ---------------------- | ----------------------- | ---------------------- |
| Nr                     | Kolarz                  | Miejsce                |
| 61                     | Matej Mohorič (SLO)     | 5.                     |
| 62                     | Jack Haig (AUS)         | 48.                    |
| 63                     | Pello Bilbao (ESP)      | 80.                    |
| 64                     | Nicolo Buratti (ITA)    | 99.                    |
| 65                     | Filip Maciejuk (POL)    | 95.                    |
| 66                     | Fran Miholjević (CRO)   | DNF                    |
| 67                     | Edoardo Zambanini (ITA) | 127.                   |

| Groupama-FDJ GFC | Groupama-FDJ GFC               | Groupama-FDJ GFC |
| ---------------- | ------------------------------ | ---------------- |
| Nr               | Kolarz                         | Miejsce          |
| 71               | Valentin Madouas (FRA) (szosa) | 32.              |
| 72               | Kevin Geniets (LUX)            | 89.              |
| 73               | Matthieu Ladagnous (FRA)       | 102.             |
| 74               | Reuben Thompson (NZL)          | 61.              |
| 75               | Quentin Pacher (FRA)           | 26.              |
| 76               | Jake Stewart (GBR)             | DNF              |
| 77               | Lars van den Berg (NED)        | 90.              |

| Alpecin-Deceuninck ADC | Alpecin-Deceuninck ADC  | Alpecin-Deceuninck ADC |
| ---------------------- | ----------------------- | ---------------------- |
| Nr                     | Kolarz                  | Miejsce                |
| 81                     | Quinten Hermans (BEL)   | 13.                    |
| 82                     | Nicola Conci (ITA)      | 37.                    |
| 83                     | Michael Gogl (AUT)      | 34.                    |
| 84                     | Xandro Meurisse (BEL)   | 98.                    |
| 85                     | Stefano Oldani (ITA)    | 22.                    |
| 86                     | Oscar Riesebeek (NED)   | 114.                   |
| 87                     | Kristian Sbaragli (ITA) | 15.                    |

| Bora-Hansgrohe BOH | Bora-Hansgrohe BOH     | Bora-Hansgrohe BOH |
| ------------------ | ---------------------- | ------------------ |
| Nr                 | Kolarz                 | Miejsce            |
| 91                 | Jai Hindley (AUS)      | 62.                |
| 92                 | Giovanni Aleotti (ITA) | 27.                |
| 93                 | Cesare Benedetti (POL) | 107.               |
| 94                 | Matteo Fabbro (ITA)    | 74.                |
| 95                 | Patrick Gamper (AUT)   | 126.               |
| 96                 | Bob Jungels (LUX)      | DNF                |
| 97                 | Frederik Wandahl (DEN) | 40.                |

| EF Education-EasyPost EFE | EF Education-EasyPost EFE    | EF Education-EasyPost EFE |
| ------------------------- | ---------------------------- | ------------------------- |
| Nr                        | Kolarz                       | Miejsce                   |
| 101                       | Alberto Bettiol (ITA)        | DNF                       |
| 102                       | Esteban Chaves (COL) (szosa) | 63.                       |
| 103                       | Magnus Cort Nielsen (DEN)    | 115.                      |
| 104                       | Ben Healy (IRL) (szosa)      | 84.                       |
| 105                       | Mikkel Frølich Honoré (DEN)  | 31.                       |
| 106                       | Neilson Powless (USA)        | 20.                       |
| 107                       | Owain Doull (GBR)            | 25.                       |

| Cofidis COF | Cofidis COF               | Cofidis COF |
| ----------- | ------------------------- | ----------- |
| Nr          | Kolarz                    | Miejsce     |
| 111         | Guillaume Martin (FRA)    | 29.         |
| 112         | Eddy Finé (FRA)           | 30.         |
| 113         | Ion Izagirre (ESP)        | 65.         |
| 114         | Victor Lafay (FRA)        | 12.         |
| 115         | Pierre-Luc Périchon (FRA) | 132.        |
| 116         | Harrison Wood (GBR)       | 97.         |
| 117         | Axel Zingle (FRA)         | 11.         |

| Team Jayco AlUla JAY | Team Jayco AlUla JAY          | Team Jayco AlUla JAY |
| -------------------- | ----------------------------- | -------------------- |
| Nr                   | Kolarz                        | Miejsce              |
| 121                  | Michael Matthews (AUS)        | 3.                   |
| 122                  | Alexandre Balmer (SUI)        | 64.                  |
| 123                  | Lawson Craddock (USA)         | 83.                  |
| 124                  | Lucas Hamilton (AUS)          | 68.                  |
| 125                  | Chris Harper (AUS)            | 57.                  |
| 126                  | Christopher Juul-Jensen (DEN) | 124.                 |
| 127                  | Simon Yates (GBR)             | 56.                  |

| Movistar Team MOV | Movistar Team MOV        | Movistar Team MOV |
| ----------------- | ------------------------ | ----------------- |
| Nr                | Kolarz                   | Miejsce           |
| 131               | Matteo Jorgenson (USA)   | 42.               |
| 132               | Alex Aranburu (ESP)      | 4.                |
| 133               | William Barta (USA)      | 91.               |
| 134               | Gorka Izagirre (ESP)     | 58.               |
| 135               | Johan Jacobs (SUI)       | 101.              |
| 136               | Iván Romeo (ESP)         | DNF               |
| 137               | José Joaquín Rojas (ESP) | 96.               |

| Intermarché-Circus-Wanty ICW | Intermarché-Circus-Wanty ICW | Intermarché-Circus-Wanty ICW |
| ---------------------------- | ---------------------------- | ---------------------------- |
| Nr                           | Kolarz                       | Miejsce                      |
| 141                          | Biniam Girmay (ERI)          | 38.                          |
| 142                          | Dries De Pooter (BEL)        | 77.                          |
| 143                          | Tom Paquot (BEL)             | 128.                         |
| 144                          | Lorenzo Rota (ITA)           | 51.                          |
| 145                          | Dion Smith (NZL)             | 39.                          |
| 146                          | Mike Teunissen (NED)         | 14.                          |
| 147                          | Loïc Vliegen (BEL)           | DNF                          |

| Team DSM-Firmenich DSM | Team DSM-Firmenich DSM        | Team DSM-Firmenich DSM |
| ---------------------- | ----------------------------- | ---------------------- |
| Nr                     | Kolarz                        | Miejsce                |
| 151                    | Matthew Dinham (AUS)          | 69.                    |
| 152                    | Marco Brenner (GER)           | 109.                   |
| 153                    | Andreas Leknessund (NOR)      | 122.                   |
| 154                    | Marius Mayrhofer (GER)        | DNF                    |
| 155                    | Florian Stork (GER)           | 108.                   |
| 156                    | Jonas Iversby Hvideberg (NOR) | DNF                    |
| 157                    | Kevin Vermaerke (USA)         | 21.                    |

| Arkéa-Samsic ARK | Arkéa-Samsic ARK          | Arkéa-Samsic ARK |
| ---------------- | ------------------------- | ---------------- |
| Nr               | Kolarz                    | Miejsce          |
| 161              | Warren Barguil (FRA)      | 24.              |
| 162              | Laurent Pichon (FRA)      | 79.              |
| 163              | Clément Champoussin (FRA) | 19.              |
| 164              | Anthony Delaplace (FRA)   | 43.              |
| 165              | Thibault Guernalec (FRA)  | DNF              |
| 166              | Simon Guglielmi (FRA)     | DNF              |
| 167              | Matis Louvel (FRA)        | 16.              |

| Astana Qazaqstan Team AST | Astana Qazaqstan Team AST    | Astana Qazaqstan Team AST |
| ------------------------- | ---------------------------- | ------------------------- |
| Nr                        | Kolarz                       | Miejsce                   |
| 171                       | Simone Velasco (ITA) (szosa) | 23.                       |
| 172                       | Leonardo Basso (ITA)         | 76.                       |
| 173                       | Manuele Boaro (ITA)          | DNF                       |
| 174                       | Gianmarco Garofoli (ITA)     | 137.                      |
| 175                       | Antonio Nibali (ITA)         | DNF                       |
| 177                       | Martin Laas (EST)            | DNF                       |

| Lotto Dstny LTD | Lotto Dstny LTD          | Lotto Dstny LTD |
| --------------- | ------------------------ | --------------- |
| Nr              | Kolarz                   | Miejsce         |
| 181             | Arnaud De Lie (BEL)      | 1.              |
| 182             | Pascal Eenkhoorn (NED)   | 81.             |
| 183             | Arjen Livyns (BEL)       | 110.            |
| 184             | Mathijs Paasschens (NED) | 111.            |
| 185             | Harry Sweeny (AUS)       | 129.            |
| 186             | Maxim Van Gils (BEL)     | 52.             |
| 187             | Florian Vermeersch (BEL) | 59.             |

| Israel-Premier Tech IPT | Israel-Premier Tech IPT | Israel-Premier Tech IPT |
| ----------------------- | ----------------------- | ----------------------- |
| Nr                      | Kolarz                  | Miejsce                 |
| 191                     | Hugo Houle (CAN)        | 50.                     |
| 192                     | Guillaume Boivin (CAN)  | 41.                     |
| 193                     | Derek Gee (CAN)         | 105.                    |
| 194                     | Simon Clarke (AUS)      | DNF                     |
| 195                     | Daryl Impey (RSA)       | DNF                     |
| 196                     | Corbin Strong (NZL)     | 2.                      |
| 197                     | Michael Woods (CAN)     | 49.                     |

| Tudor Pro Cycling Team TUD | Tudor Pro Cycling Team TUD   | Tudor Pro Cycling Team TUD |
| -------------------------- | ---------------------------- | -------------------------- |
| Nr                         | Kolarz                       | Miejsce                    |
| 201                        | Alexander Kamp (DEN)         | 7.                         |
| 202                        | Nils Brun (SUI)              | DNF                        |
| 203                        | Jacob Eriksson (SWE)         | 120.                       |
| 204                        | Lucas Eriksson (SWE) (szosa) | 112.                       |
| 205                        | Arthur Kluckers (LUX)        | 123.                       |
| 206                        | Yannis Voisard (SUI)         | 78.                        |
| 207                        | Luc Wirtgen (LUX)            | 60.                        |

| Team Novo Nordisk TNN | Team Novo Nordisk TNN | Team Novo Nordisk TNN |
| --------------------- | --------------------- | --------------------- |
| Nr                    | Kolarz                | Miejsce               |
| 211                   | Matyáš Kopecký (CZE)  | 100.                  |
| 212                   | Sam Brand (GBR)       | 116.                  |
| 213                   | Hamish Beadle (NZL)   | DNF                   |
| 214                   | Péter Kusztor (HUN)   | 67.                   |
| 215                   | David Lozano (ESP)    | DNF                   |
| 216                   | Andrea Peron (ITA)    | 117.                  |
| 217                   | Filippo Ridolfo (ITA) | 121.                  |

| Kanada CAN | Kanada CAN      | Kanada CAN |
| ---------- | --------------- | ---------- |
| Nr         | Kolarz          | Miejsce    |
| 221        | Pier-André Côté | 66.        |
| 222        | Quentin Cowan   | 92.        |
| 223        | Matisse Julien  | 119.       |
| 224        | Nicolas Rivard  | 93.        |
| 225        | Félix Hamel     | DNF        |
| 226        | Robin Plamondon | DNF        |
| 227        | Benjamin Perry  | 135.       |

Legenda: DNF – nie ukończył, OTL – przekroczył limit czasu, DNS – nie wystartował, DSQ – zdyskwalifikowany.

## Klasyfikacja generalna
| \| Klasyfikacja generalna \| Klasyfikacja generalna \| Klasyfikacja generalna \| Klasyfikacja generalna \| Klasyfikacja generalna \| \| Kolarz \| Kolarz \| Państwo \| Drużyna \| Czas \| \| ---------------------- \| ---------------------- \| ---------------------- \| ------------------------ \| ---------------------- \| \| 1. \| Arnaud De Lie \| Belgia \| Lotto Dstny \| 4h 47' 36" \| \| 2. \| Corbin Strong \| Nowa Zelandia \| Israel-Premier Tech \| + 0" \| \| 3. \| Michael Matthews \| Australia \| Team Jayco AlUla \| + 0" \| \| 4. \| Alex Aranburu \| Hiszpania \| Movistar Team \| + 0" \| \| 5. \| Matej Mohorič \| Słowenia \| Bahrain Victorious \| + 0" \| \| 6. \| Christophe Laporte \| Francja \| Jumbo-Visma \| + 0" \| \| 7. \| Alexander Kamp \| Dania \| Tudor Pro Cycling Team \| + 0" \| \| 8. \| Marc Hirschi \| Szwajcaria \| UAE Team Emirates \| + 0" \| \| 9. \| Julian Alaphilippe \| Francja \| Soudal Quick-Step \| + 0" \| \| 10. \| Mattias Skjelmose \| Dania \| Lidl-Trek \| + 0" \| \| 11. \| Axel Zingle \| Francja \| Cofidis \| + 0" \| \| 12. \| Victor Lafay \| Francja \| Cofidis \| + 0" \| \| 13. \| Quinten Hermans \| Belgia \| Alpecin-Deceuninck \| + 0" \| \| 14. \| Mike Teunissen \| Holandia \| Intermarché-Circus-Wanty \| + 0" \| \| 15. \| Kristian Sbaragli \| Włochy \| Alpecin-Deceuninck \| + 0" \| \| 16. \| Matis Louvel \| Francja \| Arkéa-Samsic \| + 0" \| \| 17. \| Adam Yates \| Wielka Brytania \| UAE Team Emirates \| + 0" \| \| 18. \| Diego Ulissi \| Włochy \| UAE Team Emirates \| + 0" \| \| 19. \| Clément Champoussin \| Francja \| Arkéa-Samsic \| + 0" \| \| 20. \| Neilson Powless \| Stany Zjednoczone \| EF Education-EasyPost \| + 0" \| |                     |                   |                          |            |
| |                     |                   |                          |            |
| Źródło: ProCyclingStats |                     |                   |                          |            |
| Klasyfikacja generalna |                     |                   |                          |            |
| Kolarz | Kolarz              | Państwo           | Drużyna                  | Czas       |
| 1. | Arnaud De Lie       | Belgia            | Lotto Dstny              | 4h 47' 36" |
| 2. | Corbin Strong       | Nowa Zelandia     | Israel-Premier Tech      | + 0"       |
| 3. | Michael Matthews    | Australia         | Team Jayco AlUla         | + 0"       |
| 4. | Alex Aranburu       | Hiszpania         | Movistar Team            | + 0"       |
| 5. | Matej Mohorič       | Słowenia          | Bahrain Victorious       | + 0"       |
| 6. | Christophe Laporte  | Francja           | Jumbo-Visma              | + 0"       |
| 7. | Alexander Kamp      | Dania             | Tudor Pro Cycling Team   | + 0"       |
| 8. | Marc Hirschi        | Szwajcaria        | UAE Team Emirates        | + 0"       |
| 9. | Julian Alaphilippe  | Francja           | Soudal Quick-Step        | + 0"       |
| 10. | Mattias Skjelmose   | Dania             | Lidl-Trek                | + 0"       |
| 11. | Axel Zingle         | Francja           | Cofidis                  | + 0"       |
| 12. | Victor Lafay        | Francja           | Cofidis                  | + 0"       |
| 13. | Quinten Hermans     | Belgia            | Alpecin-Deceuninck       | + 0"       |
| 14. | Mike Teunissen      | Holandia          | Intermarché-Circus-Wanty | + 0"       |
| 15. | Kristian Sbaragli   | Włochy            | Alpecin-Deceuninck       | + 0"       |
| 16. | Matis Louvel        | Francja           | Arkéa-Samsic             | + 0"       |
| 17. | Adam Yates          | Wielka Brytania   | UAE Team Emirates        | + 0"       |
| 18. | Diego Ulissi        | Włochy            | UAE Team Emirates        | + 0"       |
| 19. | Clément Champoussin | Francja           | Arkéa-Samsic             | + 0"       |
| 20. | Neilson Powless     | Stany Zjednoczone | EF Education-EasyPost    | + 0"       |